# Gare d'Eiken
La gare d'Eiken (en allemand Bahnhof Eiken) est la gare d'Eiken, en Suisse.